# ورزشگاه جواهر لعل نهرو (دهلی)
ورزشگاه جواهر لعل نهرو (هندی: जवाहरलाल नेहरू स्टेडियम) ورزشگاهی در شهر دهلی، هند است.
این ورزشگاه در سال ۱۹۸۲ میلادی ساخته شده و ظرفیت آن ۶۰٬۰۰۰ نفر است.